# Thomas Scheibitz
Thomas Scheibitz (* 1968 in Radeberg bei Dresden) ist ein deutscher Maler und Bildhauer. Er lebt in Berlin.

## Werdegang
Thomas Scheibitz ist Sohn eines Steinmetzes und lernte zunächst von 1984 bis 1987 den Beruf eines Werkzeugmachers. Von 1991 bis 1996 studierte er Malerei an der Hochschule für Bildende Künste (HfBK) in Dresden. Ab 1996 war er Meisterschüler bei Ralf Kerbach von der HfBK Dresden. Im Jahr 1995 hatte er seine erste Ausstellung in der Galerie Gebrüder Lehmann in Dresden. In den folgenden Jahren folgten verschiedene Ausstellungen im In- und Ausland, darunter in den USA, Großbritannien, den Niederlanden und der Schweiz.
Zusammen mit Tino Sehgal gestaltete er den deutschen Pavillon bei der 51. Biennale in Venedig vom 12. Juni bis 6. November 2005.

## Werk
Thomas Scheibitz beschäftigt sich in seiner Malerei, seinen Skulpturen und Zeichnungen mit den bildnerischen Möglichkeiten von Abstraktion und Figuration, deren Kategorisierung er in der eigenen Bildsprache auflöst. Scheibitz’ Untersuchungen konzentrieren sich auf das Wechselverhältnis von bildhafter und sprachlicher Information, das er mit Elementen aus der Architektur, der Landschaft und der Heraldik aufnimmt sowie von Motiven aus der zeitgenössischen Bildwelt der Medien, der Werbung, des Comics und von Theater- und Filmsets ableitet. Ein wichtiges Thema ist das Verhältnis des Subjekts zur Realität und wie dieses durch visuelle Botschaften beeinflusst wird. Die Konstruierbarkeit von Landschaft, Porträt, Stillleben und von Logos, Piktogrammen und Initialen untersucht er mit Darstellungsweisen aus der kunsthistorisch bekannten Bildsprache.

## Einzelausstellungen (Auswahl)
- The Hunter in the Snow, Sprüth Magers, Los Angeles, 2018
- Plateau mit Halbfigur, KINDL Zentrum für Zeitgenössische Kunst/ Kesselhaus in der ehemaligen Berliner Kindl-Brauerei, Berlin, 2018
- Masterplan\kino, Kunstmuseum Bonn, 2018; danach im Wilhelm-Hack-Museum, Ludwigshafen. Katalog.
- 15.92 × 16, Parra & Romero, Madrid, 2015
- DETAILS I, Sprüth Magers Berlin London (Hrsg.), Verlag Diamondpaper, Berlin, DE, 2014
- ONE-Time Pad, BALTIC Centre for Contemporary Art, Newcastle, GB, 2013
- ONE-Time Pad, MMK Museum für Moderne Kunst Frankfurt am Main, D, 2012
- A Panoramic View of Basic Events, Tanya Bonakdar Gallery, New York, USA, 2012
- mk/Ultra, Sprüth Magers Berlin, D, 2011
- Lineage ONE / Stilleben & Statistics, Jarla Partilager, Berlin, D, 2011
- Il fiume e le sue fonti, Collezione Maramotti, Reggio Emilia, I, 2011
- Der ungefegte Raum, Galerie im Taxispalais, Innsbruck, A, 2010
- A moving plan B – chapter TWO, Sprüth Magers, London, GB, 2010
- A moving plan B — chapter ONE, ausgewählt von / selected by Thomas Scheibitz, Drawing Room, London, GB, 2010
- A.C.G.T., Produzentengalerie Hamburg, D, 2009
- The Missing Link in Delphi, Verlag Diamondpaper für Tanya Bonakdar Gallery, New York, USA, 2009
- The Goldilocks Zone, Sprüth Magers Berlin, D, 2008
- about 90 elements / TOD IM DSCHUNGEL, Camden Arts Centre, London, GB, IMMA Irish Museum of Modern Art, Dublin, IE, 2007
- Low Sweetie Omega Haus, Thomas Scheibitz, Produzentengalerie Hamburg (Hrsg.), Verlag Diamondpaper, D, 2006
- Negative Day, Thomas Scheibitz, Tanya Bonakdar Gallery New York (Hrsg.), Verlag Diamondpaper, D, 2006
- Der Tisch, der Ozean und das Beispiel, 51. Biennale Venedig, Deutscher Pavillon, I, 2005
- ABC - I II III, Centre d´Art Contemporain, Genf, CH, 2004
- Maus Appetit Dezember, Tanya Bonakdar Gallery, New York, USA, 2002
- I-geometrica B, Matrix i95 Berkeley Art Museum, San Francisco, USA, 2001
- BANNISTER DIAMOND, Stedelijk Museum, Amsterdam, NL, 2001

## Gruppenausstellungen (Auswahl)
- Pablo Picasso x Thomas Scheibitz. Zeichen Bühne Lexikon, Museum Berggruen, Berlin, 2019
- Abstract Painting Now!, Kunsthalle Krems,  Stein an der Donau, D, 2017
- Ich bin nicht meine Zielgruppe, Kunsthaus Dresden, Dresden, D, 2017
- Mentales Gelb. Sonnenhöchststand, Sammlung Kico, Städtische Galerie im Lenbachhaus, München, D, 2017
- Excitement - An Exhibition from Rudi Ruchs, Stedelijk Museum, Amsterdam, NL, 2016
- After Picasso, Wexner Center for the Arts, Ohio, USA, 2015
- Incontri, Schauwerk Sindelfingen, Sindelfingen, D, 2014
- William S. Burroughs: Retrospective, Deichtorhallen Hamburg, Sammlung Falckenberg, Hamburg, D, 2013
- BubeDameKönigAss, Neue Nationalgalerie, Berlin, D, 2013
- Don’t Be Shy, Don’t Hold Back – The Logan Collection at SMOMA, San Francisco Museum of Modern Art, San Francisco, CA, USA, 2012
- Fruits de la Passion, Centre Georges Pompidou, Paris, F, 2012
- Common Ground, 13th International Architecture Exhibition, La Biennale di Venezia, IT, 2012
- If not in this period of time — Contemporary German Painting, Museu de Arte de São Paulo, BR, 2010
- cargo, Autocenter, Berlin, D, 2009
- Constellations: Paintings from the MCA Collection, Museum of Contemporary Art, Chicago, USA, 2009
- Gipfeltreffen der Moderne — Das Kunstmuseum Winterthur, Kunst- und Ausstellungshalle der Bundesrepublik Deutschland, Bonn, D, 2009
- Revue. Gegenwartskunst aus der Sammlung, Pinakothek der Moderne, München / Munich, D, 2009
- WALL ROCKETS: Contemporary Artists and Ed Ruscha, The FLAG Art Foundation, New York, USA, 2008
- The Krautcho Club / In and out of Place, Forgotten Bar Project, Berlin, D, 2008
- Multiplex: Directions in Art, 1970 to Now, MoMA — Museum of Modern Art, New York, USA, 2007
- Sculptors Drawing, Aspen Art Museum, USA, 2007
- The Artist Dining Room, Tate Modern, Level 2 Gallery, London, GB, 2007
- Von Richter bis Scheibitz: Deutsche Arbeiten auf Papier seit 1960 aus der Sammlung, Kunstmuseum Winterthur, CH, 2006
- Construction New Berlin, Phoenix Art Museum, USA, 2006
- The Addiction, Gagosian Gallery Berlin, D, 2005
- Drawing from the Modern 1975–2005, MoMA — Museum of Modern Art, New York, USA, 2005
- An Aside, Camden Arts Centre, London, GB, 2005
- 26. Biennale São Paulo, BR, 2004
- Art contemporain, de 1960 à nos jours, Centre Pompidou, Paris, F, 2004
- Supernova, Art of the 1990s from the Logan Collection, SFMOMA — San Francisco Museum of Modern Art, USA, 2003
- Berlin-Moskau, Martin-Gropius-Bau, Berlin, D, 2003
- Pittura/Painting: Von Rauschenberg bis Murakami, Museo Correr, 50. Biennale Venedig, I, 2003
- deutschemalereizweitausenddrei, Frankfurter Kunstverein, D, 2003

## Interviews
- Isabelle Graw, „The Pitfalls of Research Painting“, in: ONE-Time Pad, Verlag der Buchhandlung Walther König, 2012, S. 51ff.
- Alicia Reuter „When I’m lucky I find myself on the verge of invention“, in: Exberliner, Oktober 2011, 42 – 43
- Sven Drühl, „Das Auge zuerst, Thomas Scheibitz im Gespräch“, in: Artnet, online, 1. August 2009
- Hans Ulrich Obrist, „Conversation“, in: Thomas Scheibitz, about 90 elements / TOD IM DSCHUNGEL, Richter Verlag, Düsseldorf 2007, S. 125ff.
- Rob Hamelijnck, Nienke Terpsma, „Fata Morgana – Studio visit Thomas Scheibitz“, in: Fucking Good Art, Nr. 12, März 2006, S. 58ff.
- Heinz-Norbert Jocks, „Der Tisch, der Ozean und das Beispiel: Ein Gespräch von Heinz-Norbert Jocks mit Thomas Scheibitz“, in: Kunstforum International, Band 177,  September/Oktober 2005, S. 170–175
- Maarten Bertheux, „Interview Thomas Scheibitz and Maarten Bertheux, Berlin – San Francisco, June – September / 2001“, in: BANNISTER DIAMOND, Stedelijk Museum, Amsterdam, S. 11
- Oliver Kielmayer, „Drei Streifen kann auch Adidas bedeuten“, in: Kunst-Bulletin, Juni 2001, S. 16ff.

## Textbeiträge von Thomas Scheibitz
- „Wurzel aus Null ist Eins“, in: Manfred Kuttner. Werkschau, 2013
- „Studio“ in: Artists 2, Jason Schmidt, 2012
- „Der Fluss und seine Quelle“, in: Texte zur Kunst, Juni 2012
- „5 × Mary Magdalene“ in: In My View, Simon Grant (ed.), Thames & Hudson, 2012
- „Thomas Scheibitz on Kraftwerk“, in: Wallpaper, Oktober, S. 243
- „Laokoon“ von Hans Brosamers, Alte Meister, von neuen geliebt. in: Monopol, Oktober 2011
- „Einleitungen / Nebengedanken / Notizen“, in: A moving plan B – chapter ONE, Verlag der Buchhandlung Walther König, Köln 2010
- „Vorwort“, in: A.G.C.T., Produzentengalerie Hamburg, Verlag der Fachbuchhandlung Sautter + Lackmann, Hamburg 2009
- „Gebäude / Stern, Vorwort“, in: F./TH. SCHEIBITZ, Verlag der Buchhandlung Walther König, 2008
- „Thomas Scheibitz on Giorgio de Chirico’s ‚The Painter’s Family’ (1926)“, in: Tate etc., Ausgabe 12, Frühjahr 2008
- „Blinky Palermo – OHNE TITEL (für Ingrid)“, in: Palermo, Kunsthalle Düsseldorf, Dumont Verlag, Köln, 2007
- „Things to come – on the role of sketches and drawings in sculpture“, in: Sculptures Drawing, Aspen Art Museum, Aspen Art Press 2007

## Artikel und Rezensionen
- Kirsty Bell: „Code Maker – the Hermetic, Inventive World of Thomas Scheibitz“, in: Frieze, April 2013, S. 110ff.
- Catrin Lorch, “Am Rande einer Erfindung”, in: Süddeutsche Zeitung, 16. November 2012, S. 11
- Swantje Karich, „Freie Fenster ins Unerzählbare“, in: Frankfurter Allgemeine Zeitung, 28. September 2012
- „Zwischen Realität und Erfindung“ in: Frankfurter Allgemeine Zeitung, 17. September 2012, S. B4
- Ben Lewis, „A Fresh Soup of Stock Cubism“, in: Evening Standard, 3. März 2008
- Aidan Dunne, „Welcome to the Jungle“, in: The Irish Times, 19. November 2007
- Holger Liebs, „Auf Entzug“, in: Süddeutsche Zeitung, 10. Juni 2005
- Catrin Lorch, „Wo Bild war, soll Skulptur werden“, in: Frankfurter Allgemeine Zeitung, 1. Juni 2005
- Hanno Rauterberg, „Fragt da noch jemand nach der Kunst“, in: Die Zeit, 16. Juni 2005
- Hans-Joachim Müller, „Schnell denken, sprechen, malen“, in: Die Zeit (Beilage Kultursommer), 11. Mai 2005
- Benjamin H.D. Buchloh, „The Curse of Empire“, in: Artforum, September 2005
- Jens Asthoff, „Thomas Scheibitz: Venus – Hannibal ad portas“, in: Kunstforum International, Band 163, Januar–Februar 2003, S. 191f.
- Boris Hohmeyer, „Brillanz und Schlamperei“, in: Die Welt, 26. Juni 2001
- Sibylle Omlin, „Gemalter Frost“, in: Neue Zürcher Zeitung, 17. Januar 2001
- Roberta Smith, „Thomas Scheibitz: Final Gold“, in: The New York Times, 7. Januar 2000